# Церковь Спаса Нерукотворного Образа на Убогих домах
Церковь Спаса Нерукотворного Образа, что на Убогих домах, также известная как Церковь Параскевы (Пятницы) Великомученицы на Божедомке, — утраченный православный храм, находившийся в Москве, в Чертольском переулке, дом 1. Ныне на её месте располагается здание прогимназии № 1768. В обиходе упоминалась как Пятница-Божедомская, Пятницкая, Параскеевская, Прасковьевская или Спасская.
Впервые деревянная церковь была упомянута в 1625 году, в 1694—1696 годах она была перестроена в каменную и выполнена в архитектурной композиции «восьмерик на четверике». В 1729-1730 годах на южной стороне появился придел Николая Чудотворца, а в 1746 году на северной — придел мученицы Параскевы. В начале XIX века были воздвигнуты колокольня и новая трапезная в стиле ампир.
Храм был разрушен в 1934 году, а на его месте в 1935 году было построено здание, в котором позднее размещались различные учебные учреждения.